# 다비나 매콜
다비나 매콜(Davina McCall, 1967년 10월 16일~)는 잉글랜드의 텔레비전 진행자이다.